# Версачи, Федерико
Федерико Версачи (исп. Federico Versaci; род. 16 февраля 2002, Буэнос-Айрес) — аргентинский футболист, полузащитник клуба «Дефенса и Хустисия».

## Биография
Версачи — воспитанник клуба «Велес Сарсфилд». 5 декабря 2020 года в матче против «Патронато» он дебютировал в аргентинской Примере.
В середине 2022 года перешёл в «Дефенсу и Хустисию».